# Поточний ремонт гірничих виробок
Поточний ремонт гірничих виробок (частковий ремонт гірничих виробок) — це ремонт, при якому усуваються незначні несправності гірничого кріплення (заміна окремих рам, заміна затяжки, заміна окремих елементів кріплення, ліквідація тріщин та дефектів бетонного кріплення), здійснюється виправлення і очищення рейкового шляху, стрілок, очищення виборок від забруднення, підсипка баласту, очищення водовідвідних каналів.
Дефектні, поламані затяжки зазвичай вилучаються поодинці (для попередження вивалів) і замінюються новими із наступним забутовуванням. Ремонт металевого кріплення здійснюється аналогічно. В бетонному кріпленні сильно деформовані ділянки вилучають і утворені «вікна» заливають бетоном або залізобетоном. При ремонті рейкового шляху підтягують болти на стиках, замінюють частину рейок, стрілок, шпал, перебивають костилі.